# Cod ATC C02
Codul ATC C02 Antihipertensive este o parte a sistemului de clasificare anatomică, terapeutică și chimică a medicamentelor, un sistem dezvoltat de către Organizația Mondială a Sănătății (OMS) pentru clasificarea medicamentelor și a altor produse medicinale. Subgrupul C02 este o parte a grupului C Sistemul cardiovascular.
Codurile pentru preparatele de uz veterinar sunt create prin alipirea literei Q în fața codului ATC corespunzător produsului pentru uz uman; de exemplu, QC02. 

## C02AAntiadrenergicecu acțiune la nivelcentral

### C02AAAlcaloizidinRauvolfia
C02AA01 Rescinamină
C02AA02 Rezerpină
C02AA03 combinații de alcaloizi din Rauwolfia
C02AA04 Rauwolfia alkaloids, whole root
C02AA05 Dezerpidină
C02AA06 Metozerpidină
C02AA07 Bietazerpină
C02AA52 Rezerpină, combinații
C02AA53 combinații
C02AA57 Bietazerpină, combinații

### C02ABMetildopa
C02AB01 Metildopa (levorotatori)
C02AB02 Metildopa (racemic)

### C02AC Agoniști ai receptorilor imidazolinici
C02AC01 Clonidină
C02AC02 Guanfacină
C02AC04 Tolonidină
C02AC05 Moxonidină
C02AC06 Rilmenidină

## C02B Antiadrenergice, ganglioplegice

### C02BA Derivați desulfoniu
C02BA01 Trimetafan

### C02BB Amină secundare și terțiare
C02BB01 Mecamilamină

## C02C Antiadrenergice cu acțiune periferică

### C02CA Antagoniști ai receptorilor alfa-adrenergici
C02CA01 Prazosină
C02CA02 Indoramină
C02CA03 Trimazosină
C02CA04 Doxazosină
C02CA06 Urapidil

### C02CC Derivați deguanidină
C02CC01 Betanidină
C02CC02 Guanetidină
C02CC03 Guanoxan
C02CC04 Debrisochină
C02CC05 Guanoclor
C02CC06 Guanazodină
C02CC07 Guanoxabenz

## C02D Agenți ce acționează pe mușchi netezi arteriolari

### C02DA Derivați detiazidă
C02DA01 Diazoxid

### C02DB Derivați dehidrazino-ftalazină
C02DB01 Dihidralazină
C02DB02 Hidralazină
C02DB03 Endralazină
C02DB04 Cadralazină

### C02DC Derivați depirimidină
C02DC01 Minoxidil

### C02DD Derivați de nitro-fericianură
C02DD01 Nitroprusiat de sodiu

### C02DG Derivați de guanidină
C02DG01 Pinacidil

## C02K Alte antihipertensive

### C02KA Alcaloizi, exclusiv cei dinRauwolfia
C02KA01 Veratrum

### C02KB Inhibitori de tirozin-hidroxilază
C02KB01 Metirozină

### C02KC Inhibitori de MAO
C02KC01 Pargilină

### C02KD Antagoniști serotoninergici
C02KD01 Ketanserină

### C02KX Antihipertensive utilizate în hipertensiunea pulmonară
C02KX01 Bosentan
C02KX02 Ambrisentan
C02KX03 Sitaxentan
C02KX04 Macitentan
C02KX05 Riociguat
C02KX52 Ambrisentan și tadalafil

## C02L Antihipertensive în combinație cudiuretice

### C02LA Alcaloizi dinRauwolfiaîn combinație cu diuretice
C02LA01 Rezerpină și diuretice
C02LA02 Rezcinnamină și diuretice
C02LA03 Dezerpidină și diuretice
C02LA04 Metozerpidină și diuretice
C02LA07 Bietazerpină și diuretice
C02LA08 Alcaloizi din Rauwolfia, rădăcină și diuretice
C02LA09 Sirosingopină și diuretice
C02LA50 Combinații de alcaloizi din Rauwolfia și diuretice, inclusiv alte combinații
C02LA51 Rezerpină și diuretice, combinații cu alte medicamente
C02LA52 Rescinamină și diuretice, combinații cu alte medicamente
C02LA71 Rezerpină și diuretice, combinații cu psiholeptice

### C02LB Metildopa și diuretice în combinație
C02LB01 Metildopa și diuretice

### C02LC Agoniști ai receptorilor imidazolinici în combinație cu diuretice
C02LC01 Clonidină și diuretice
C02LC05 Moxonidină și diuretice
C02LC51 Clonidină și diuretice, combinații cu alte medicamente

### C02LE Antagoniști ai receptorilor alfa-adrenergici și diuretice
C02LE01 Prazosin și diuretice

### C02LF Derivați de guanidină și diuretice
C02LF01 Guanetidină și diuretice

### C02LG Derivați de hidrazinoftalazină și diuretice
C02LG01 Dihidralazină și diuretice
C02LG02 Hidralazină și diuretice
C02LG03 Picodralazină și diuretice
C02LG51 Dihidralazină și diuretice, combinații cu alte medicamente
C02LG73 Picodralazină și diuretice, combinații cu psiholeptice

### C02LK Alcaloizi, exclusiv cei dinRauwolfia, în combinație cu diuretice
C02LK01 Veratrum și diuretice

### C02LL Inhibitori de MAO și diuretice
C02LL01 Pargilină și diuretice

### C02LX Alte antihipertensive și diuretice
C02LX01 Pinacidil și diuretice

## C02N Combinații de antihipertensive din grupa ATC C02
Nelistate